# سامتسه
سامتسه (به لاتین: Samtse) یک منطقهٔ مسکونی در بوتان (کشور) است که در استان سامتس واقع شده‌است.
 سامتسه  ۵٬۳۹۶ نفر جمعیت دارد و ۴۱۷ متر بالاتر از سطح دریا واقع شده‌است.